# Гужва, Николай Яковлевич
Николай Яковлевич Гужва (1914—1955) — капитан Рабоче-крестьянской Красной Армии, участник Великой Отечественной войны, Герой Советского Союза (1945).

## Биография
Николай Гужва родился 22 ноября 1914 года в деревне Нововладимировка (ныне — Сахновщинский район Харьковской области Украины) в крестьянской семье. С 1930 года проживал в городе Дзержинске Сталинской области Украинской ССР. Окончил девять классов школы, работал на шахте, затем бухгалтером мельзавода № 5 в посёлке Новгородск. В июне 1941 года Гужва был призван на службу в Рабоче-крестьянскую Красную Армию. С августа того же года — на фронтах Великой Отечественной войны. Участвовал в боях под Воронежем, где был ранен осколком, но вскоре вернулся в строй. Осенью 1942 года Гужва попал в плен, но бежал из лагеря и сумел добраться до советских войск. Окончил краткосрочные командирские курсы, после чего стал командиром пулемётного взвода 1-го стрелкового батальона 953-го стрелкового полка 257-й стрелковой дивизии 51-й армии 4-го Украинского фронта. Отличился во время освобождения Севастополя.
Когда в бою на подступах к Севастополю из строя выбыл командир пулемётной роты, Гужва заменил его собой. В бою он лично уничтожил более 20 солдат и офицеров противника, подавил две вражеские огневые точки пулемётным огнём. В разгар штурма Севастополя, когда погиб командир стрелкового батальона и получил тяжёлое ранение его заместитель, Гужва принял командование подразделением на себя и увлёк за собой бойцов на штурм немецких позиций. Батальон Гужвы первым прорвался в центр Севастополя. Выбив противника из здания панорамы «Оборона Севастополя», Гужва лично водрузил на нём красный флаг.
Указом Президиума Верховного Совета СССР от 24 марта 1945 года за «образцовое выполнение боевых заданий командования на фронте борьбы с немецкими захватчиками и проявленные при этом мужество и героизм» лейтенант Николай Гужва был удостоен высокого звания Героя Советского Союза с вручением ордена Ленина и медали «Золотая Звезда» под номером 6376.
В 1945 году в звании капитана Гужва был уволен в запас. Вернулся в город Дзержинск, работал на шахте имени Артёма. Был избран председателем шахтного комитета профсоюза. Умер 10 июня 1955 года после тяжёлой болезни.
Был также награждён орденом Красной Звезды и рядом медалей.